# Arirang Hill
Arirang Hill är en kulle i Antarktis. Den ligger i Sydshetlandsöarna. Argentina, Chile och Storbritannien gör anspråk på området. Toppen på Arirang Hill är 8 meter över havet.
Terrängen runt Arirang Hill är kuperad åt nordost, men västerut är den platt. Havet är nära Arirang Hill åt sydväst. Trakten är glest befolkad. Närmaste befolkade plats är Escudero Station, 11,2 kilometer väster om Arirang Hill. 